# Стрекалов, Николай Викторович
Николай Викторович Стрекалов — советский военачальник.

## Биография
Точные дата и место рождения и смерти — неизвестны.
Служил в РККА, участник Гражданской войны в России.
Служил красноармейцем 93-го стрелкового полка, помощником командира отделения 93-го стрелкового полка, был курсантом 2-го полка отдельной сводной бригады курсантов. 

## Награды
- Был награждён тремя орденами Красного Знамени — 1921, 1921, 1922.